# Ryszard Celiński
Ryszard Celiński (ur. 13 sierpnia 1936 w Rykach, zm. 20 sierpnia 2000) – polski polityk i strażak, poseł na Sejm PRL IX kadencji.

## Życiorys
Syn Aleksandra. W 1972 ukończył Studium Administracji na Wydziale Prawa i Administracji Uniwersytetu Warszawskiego. Od 1955 instruktor skupu w Zakładzie Mleczarskim w Rykach. W 1956 został strażakiem. Pracował w prezydium Powiatowej Rady Narodowej w Rykach, a 1962–1970 był przewodniczącym Prezydium Miejskiej Rady Narodowej w Rykach. Ukończył kurs w Wyższej Szkole Partyjnej przy KC KPZR w Moskwie (1974). W 1974 podjął pracę w Kombinacie Przetwórstwa Owocowo-Warzywnego „Hortex”, a w 1975 został jego dyrektorem. Naczelnik Ochotniczej Straży Pożarnej w Rykach do 1970, a od 1970 do 1985 wiceprezes OSP. Przewodniczący Powiatowego Komitetu Frontu Jedności Narodu (1972–1974). I sekretarz Komitetu Powiatowego Polskiej Zjednoczonej Partii Robotniczej (1970–1974). Od 1985 do 1989 pełnił mandat posła na Sejm PRL IX kadencji z okręgu Puławy. Zasiadał w Komisji Rolnictwa, Leśnictwa i Gospodarki Żywnościowej.

## Odznaczenia
- Krzyż Oficerski Orderu Odrodzenia Polski (1985)
- Krzyż Kawalerski Orderu Odrodzenia Polski (1974)
- Srebrny Krzyż Zasługi (1969)
- Medal 30-lecia Polski Ludowej (1974)
- Medal 40-lecia Polski Ludowej (1984)
- Srebrny Medal „Za zasługi dla obronności kraju” (1985)
- Brązowy Medal „Za zasługi dla obronności kraju” (1973)
- Srebrne Odznaczenie im. Janka Krasickiego (1971)
- Złoty Medal „Za Zasługi dla Pożarnictwa” (1971)
- Odznaka honorowa „Zasłużony Pracownik Rady Narodowej” (1969)
- Odznaka 1000-lecia Państwa Polskiego (1964)
- Złota Odznaka „Za zasługi dla województwa warszawskiego”
- Srebrna Odznaka „Za zasługi dla województwa warszawskiego”
- Złota Honorowa Odznaka Ruchu Przyjaciół Harcerstwa
- Odznaka honorowa „Za zasługi dla Lubelszczyzny” (1977)
- Odznaka „Strażak Wzorowy” (1965)
- Złoty Znak Związku Ochotniczych Straży Pożarnych Rzeczypospolitej Polskiej (1982)